# Музыка Люксембурга
Люксембург является небольшой европейской страной, которая ранее входила в состав Нижних земель. Музыка этой страны испытала сильное влияние германской культуры. В Люксембурге есть Национальная ассоциация музыки (LGDA) и консерватория. Проводятся музыкальные фестивали в Эхтернахе (Музыкальный фестиваль в Эхтернахе) и фестиваль Рок на Кнудлере. В Люксембурге есть своё национальное радио. В настоящее время в Люксембурге существуют жанры народной, классической музыки, а также рок (представленный, в частности, прогрессив-рок-группой No Name), хип-хоп и другие.
Гимн Люксембурга («Ons Hémécht») является национальным гимном с 1895 года. Он был написан Мишелем Ленцем (слова) и Жан-Антони Зинненом (музыка).
Люксембург побеждал 5 раз на конкурсе «Евровидение»: в 1961, 1965, 1972, 1973 и 1983 годах.